# مايكل سميث (لاعب كرة سلة مواليد 1972)
مايكل سميث (بالإنجليزية: Michael Smith)‏ مواليد 28 مارس 1972 في واشنطن العاصمة، هو لاعب كرة سلة أمريكي سابق. بدأ مسيرته الاحترافية في سنة 1994. تم اختياره من قبل فريق سكرامنتو كينغز خلال الدرافت. حمل الرقم 34. يبلغ طوله 6 قدم 8 بوصة (2.0 م). اعتزل اللعب في 2004. أحرز خلال مسيرته في الإن بي إيه 2527 نقطة بمعدل 5.6 نقاط في المباراة الواحدة.

## المسيرة الاحترافية
لعب مع سكرامنتو كينغز من سنة 1994 إلى 1998، ثم لعب مع فانكوفر جريزليز في سنة 1999، ثم لعب مع واشنطن ويزاردز من سنة 1999 إلى 2001، ثم لعب مع أماتوري أوديني في موسم 2001–2002.

## روابط خارجية
- مايكل سميث على موقع إن بي أي (الإنجليزية)
- مايكل سميث على موقع سبورتس رفرنس (الإنجليزية)
- مايكل سميث على موقع كرة السلة الأوروبية.كوم (الإنجليزية)
- مايكل سميث على موقع كلية كرة السلة في سبورتس رفرنس.كوم (الإنجليزية)
- مايكل سميث على موقع ريلجم (الإنجليزية)
- مايكل سميث على موقع بروبوليرز (الإنجليزية)
- مايكل سميث على موقع سبورتس رفرنس (الإنجليزية)